# Gruszyczka okrągłolistna
Gruszyczka okrągłolistna (Pyrola rotundifolia L.) – gatunek byliny z rodziny wrzosowatych. Występuje w całej niemal Europie, w zachodniej i środkowej Azji, w Chinach i na Grenlandii. W Polsce dosyć często spotykana na niżu, choć w ostatnich latach obserwuje się szybki zanik stanowisk. Objęta ochroną częściową.

## Morfologia

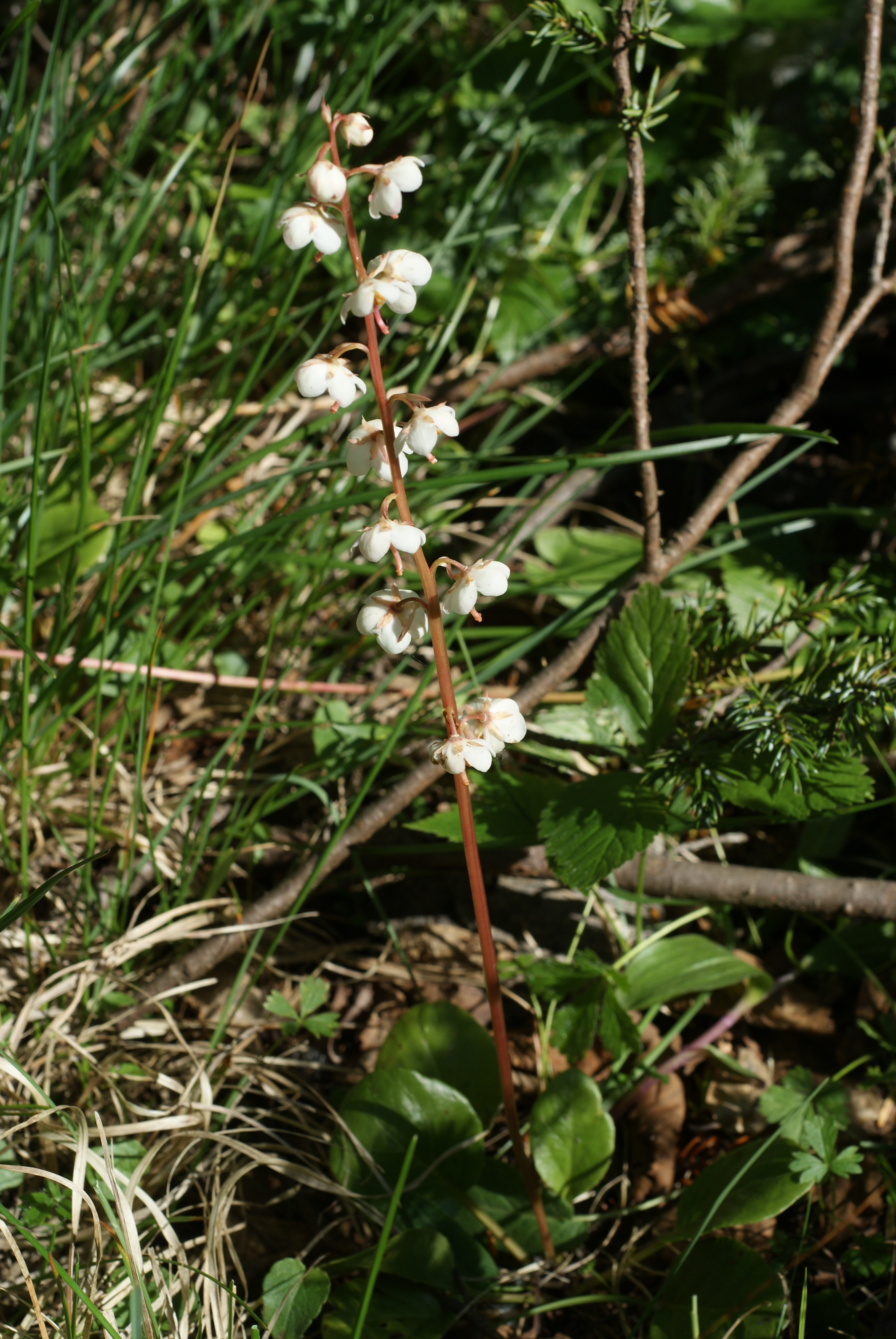
Pokrój

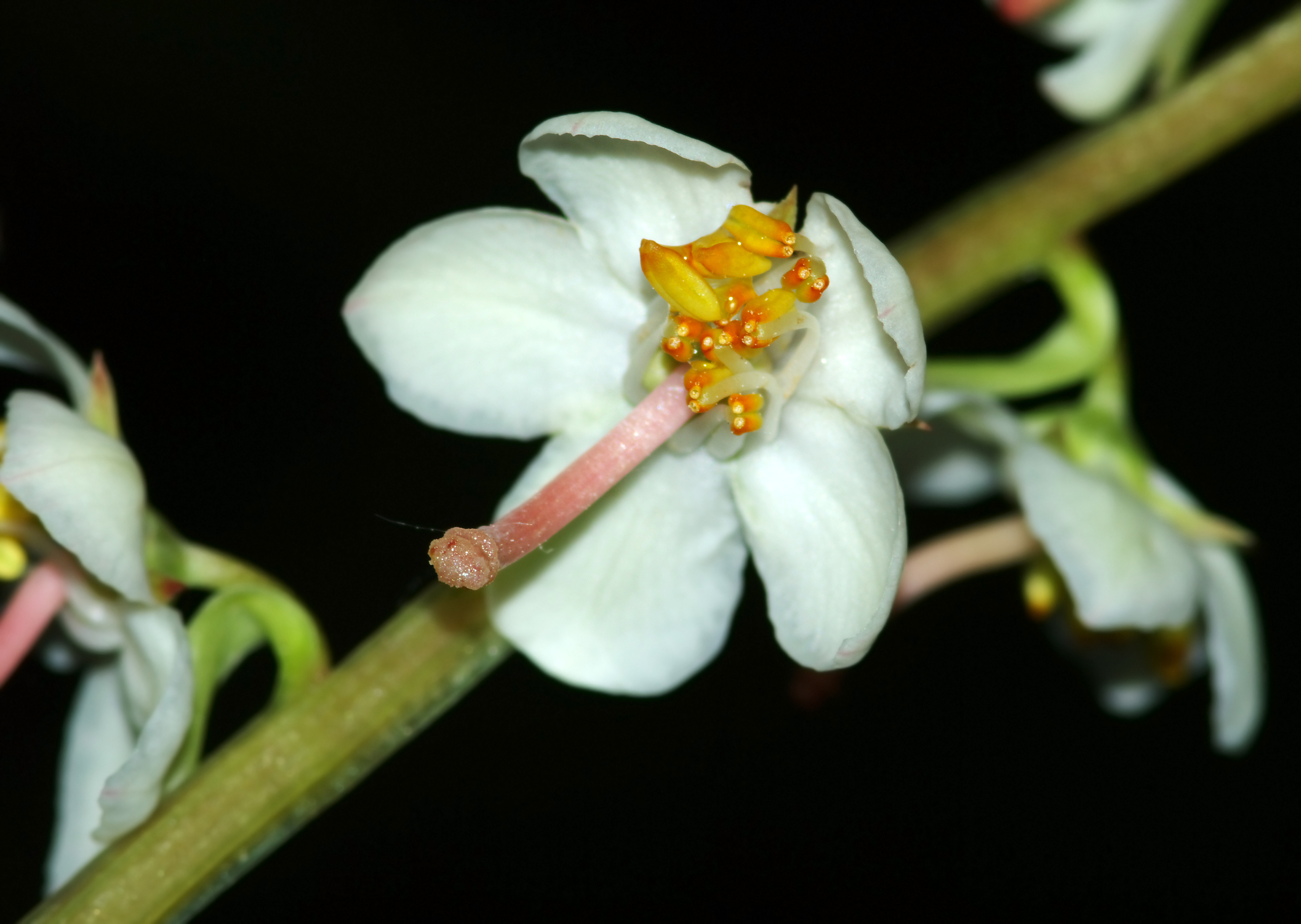
Kwiat

PokrójRoślina o odziomkowych liściach z groniastym kwiatostanem dorastająca 40 cm wysokości.
ŁodygaPełzająca.
LiścieOdziomkowe, zimotrwałe zebrane w rozetę. Długości 2,5–5 cm, okrągłojajowate, szypuła kwiatowa wysoka na 15–30 cm.
KwiatyGroniasty kwiatostan składający się z 8-15 białych kwiatów. Korona szerokodzwonkowata, lancetowate działki kielicha odstające, zaostrzone, prawie o połowę krótsze od płatków korony. Szyjka słupka długa, łukowato zgięta, znacznie wystająca z korony.

## Biologia i ekologia
RozwójBylina, chamefit. Kwitnie od czerwca do sierpnia. Kwiaty są przedprątne lub równoczesne, samopylne.
SiedliskoCieniste lasy iglaste i liściaste. W Polsce dość częsta na niżu, w górach rozproszona po piętro alpejskie.
FitosocjologiaW klasyfikacji zbiorowisk roślinnych gatunek charakterystyczny dla klasy (Cl.) Vaccinio-Piceetea.

## Zagrożenia i ochrona
Od 2014 roku gatunek jest objęty w Polsce ochroną częściową, na mocy Rozporządzenia Ministra Środowiska z dnia 9 października 2014 r. w sprawie ochrony gatunkowej roślin.